# Engelbert II de Berg
Engelbert de Cologne, né Engelbert II de Berg (1185 ou 1186 au Schloss Burg – 7 novembre 1225 à Gevelsberg), plus jeune fils d'Engelbert Ier de Berg et de Marguerite de Gueldre.

## Jeunesse
Engelbert étudie à l'école de la cathédrale de Cologne. En 1198 (à l'âge de douze ou treize ans), il occupe le poste de Prévôt de l'église Saint-Georges et de 1199 à 1216, il dirige les offices à la cathédrale. À diverses périodes, il est également prévôt à Aix-la-Chapelle, Deventer, Zutphen et de l'église Saint-Séverin à Cologne. En 1203, il est même élu évêque de Münster mais il décline l'offre en raison de son jeune âge.
En 1206, l'archevêque de Cologne Adolphe d'Altena a procédé au couronnement de Philippe de Souabe, élu roi des Romains contre l'avis d'Innocent III qui soutenait la candidature d'Othon de Brunswick. Cela lui vaut d'être excommunié ainsi que son cousin Engelbert qui l'a soutenu.
Alors que Philippe de Souabe est assassiné (le 21 juin 1208), Adolphe et Engelbert sont graciés. Comme acte de pénitence, Engelbert doit prendre part à la croisade des Albigeois. Othon devient roi, avant d'être couronné empereur par Innocent III, le 4 octobre 1209, mais il tombe bien vite en disgrâce et est à son tour excommunié en 1210, par le pape, qui soutient maintenant la candidature de Frédéric II de Hohenstaufen pour le titre impérial.
Le 27 juillet 1214, Otton IV est défait à la bataille de Bouvines par Philippe Auguste, y perd les insignes impériaux, s'enfuit et est déposé par les princes. Engelbert fait alors allégeance à Frédéric II, le nouveau roi des Romains.

## Archevêque de Cologne

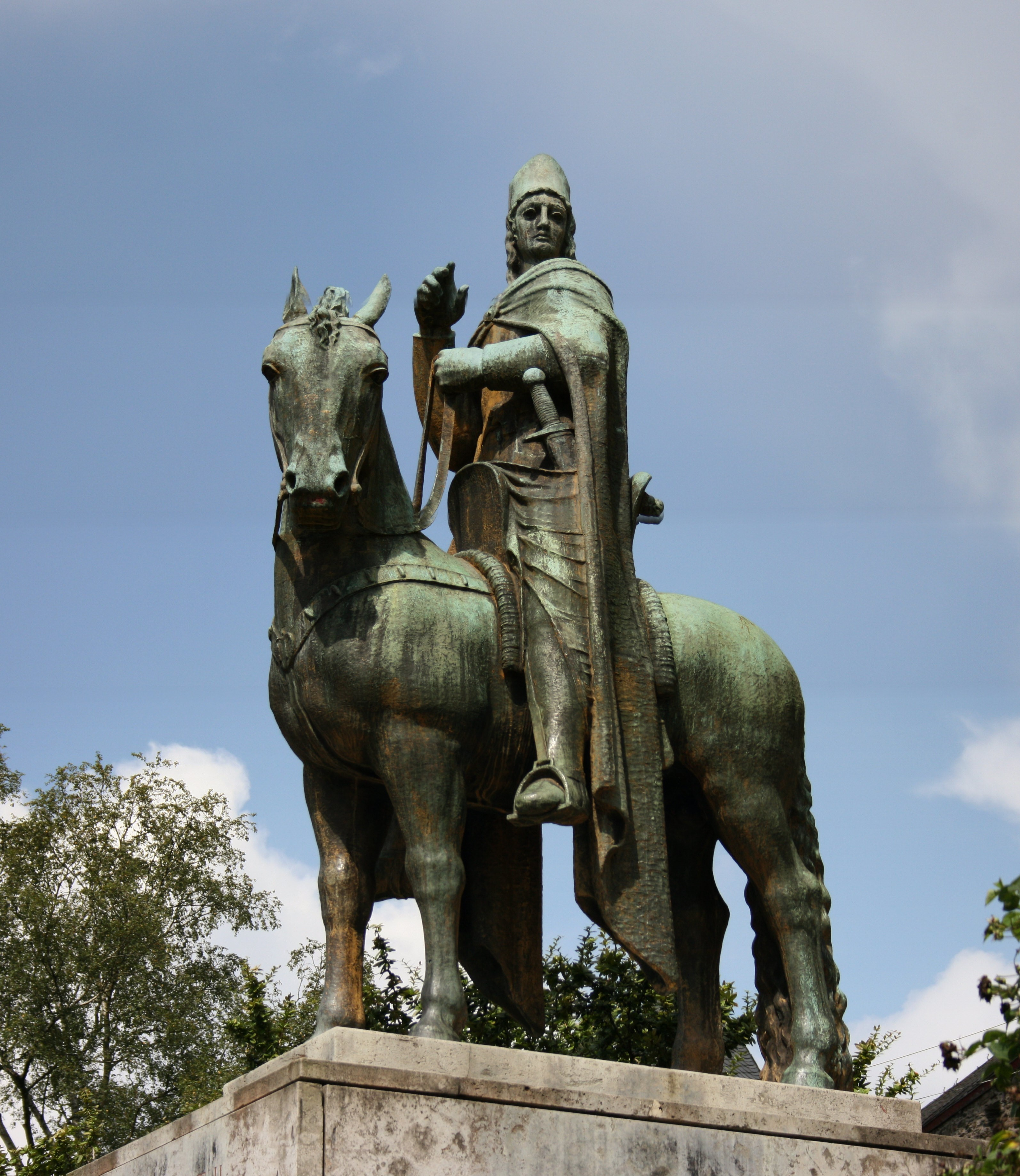
Saint Engelbert II de Berg, Archevêque de Cologne.

Le 29 février 1216, Engelbert est élu archevêque de Cologne sous le nom d'Engelbert Ier. Il est consacré le 24 septembre 1217. Lorsqu'il accède à sa nouvelle fonction, les droits et les territoires de l'archidiocèse, après une longue période de troubles civils en Allemagne, sont en mauvais état. Le nouvel archevêque s'engage alors dans une série de campagnes et de stratégies pour les reconquérir et les protéger, principalement contre les ducs de Limbourg et leurs alliés, les ducs de Clèves. À son tour, il crée des alliances avec le Brabant et Namur.
Engelbert jouit rapidement de la confiance de l'empereur Frédéric II, et devient administrateur impérial (Reichsprovisor) en 1220, et précepteur du fils de l'empereur, Henri II de Souabe, qu'il couronne roi des Romains, à Aix-la-Chapelle, en 1222.

## Comte de Berg
En 1218 son frère, le comte Adolphe III de Berg, trouve la mort à Damiette au cours de la cinquième croisade. De son mariage avec Berthe de Sayn, il n'a eu qu'une fille: Ermengarde de Berg qui a épousé Henri IV, héritier du duché de Limbourg. Celui-ci fait valoir les droits de son épouse. Cependant, conformément à la loi salique, Engelbert doit hériter du comté après son père et son frère aîné. Et c'est ce qui arrive, grâce au soutien de l'empereur et au paiement d'une pension annuelle au duc de Limbourg.
Engelbert accorde des privilèges municipaux à de nombreuses villes, comme Wipperfürth, Attendorn, Brilon, Siegen, Werl, Herford, Vianden, Hamm, Neuerburg et Manderscheid.

## Fin de vie

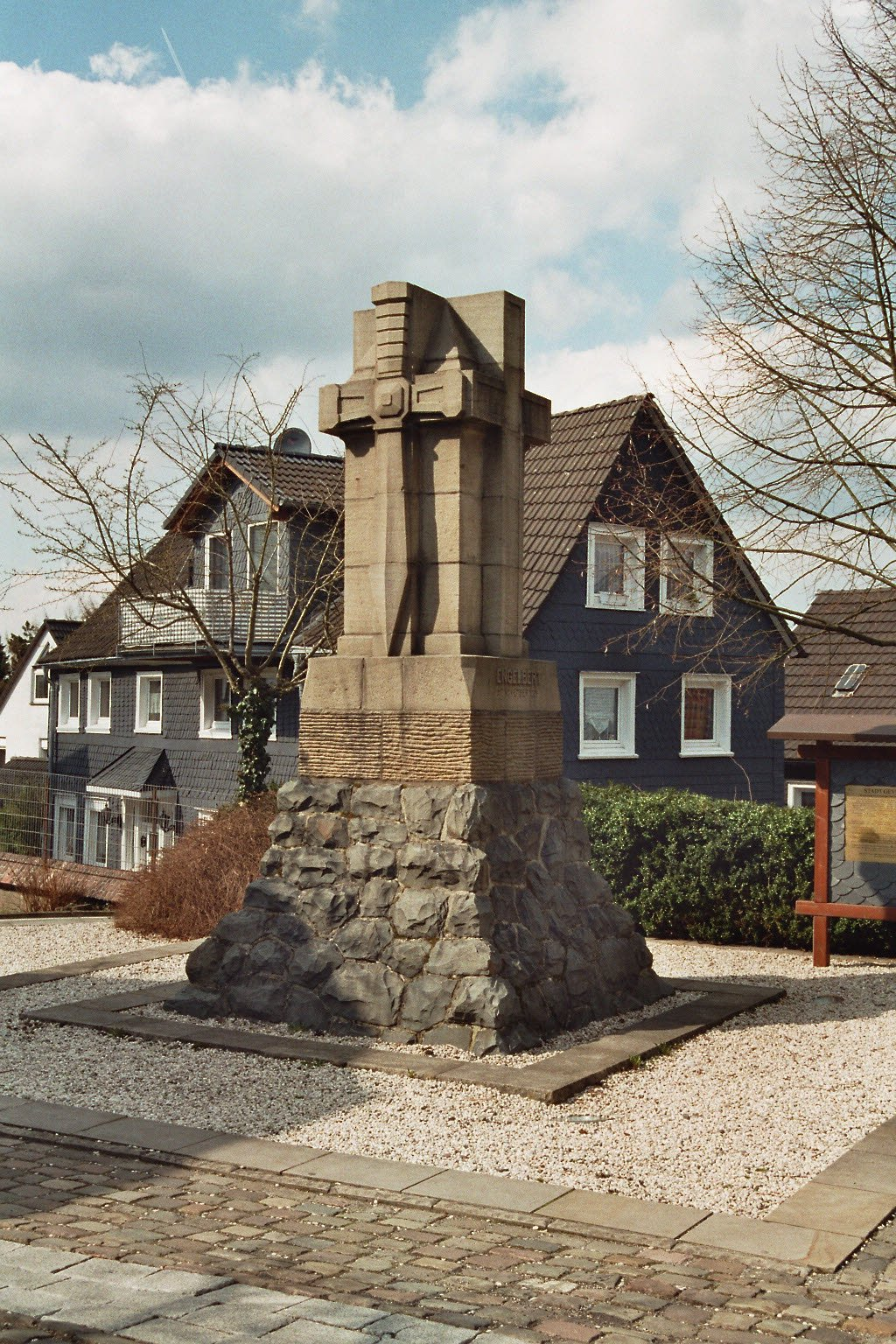
Mémorial à la mémoire de l'archevêque assassiné, à Gevelsberg.

Pendant toute la durée de sa carrière d'archevêque, Engelbert lutte pour le rétablissement et la sécurité de l'Archidiocèse de Cologne. (On dit de lui que, malgré sa grande piété, il agissait plus comme un monarque que comme un ecclésiastique, n'hésitant pas à livrer bataille pour le développement de l'archevêché, qu'il administre comme un chef d'État.)
Engelbert gagne le respect et l'affection de ses sujets par sa dévotion, sa justice et son énergie à maintenir la loi. Il prend grand soin d'assurer le bien-être des religieux placés sous son autorité. N'hésitant pas à utiliser des moyens militaires pour faire respecter la loi et les droits des personnes et des organismes religieux, il s'attire rapidement le ressentiment de la noblesse et de sa propre famille.
Comme son cousin, le comte Frédéric d'Isenberg, qui profitant de sa position d'intendant de l'Abbaye d'Essen pour abuser des nonnes. Engelbert tente de le livrer à la justice. Le 7 novembre 1225 alors qu'ils reviennent ensemble de Soest, où ils avaient assisté à une audience judiciaire, l'archevêque est assassiné dans un défilé près de Gevelsberg. L'embuscade n'avait vraisemblablement pour but que de capturer Engelbert et non de le tuer. Mais tout aussi vraisemblablement c'est tout un groupe de nobles mécontents, estimant que l'archevêque menaçait leurs intérêts qui en ont profité pour régler leur compte. Lorsque le corps de l'archevêque est ramené à Cologne et est examiné, on compte 47 blessures.

## Vénération
Engelbert est inhumé dans la cathédrale de Cologne, le 24 février 1226 sur l'ordre du cardinal Conrad d'Urach, légat du pape. Ayant été assassiné alors qu'il défendait l'honneur des religieuses de l'abbaye d'Essen, Conrad d'Urach le déclare martyr.
Son successeur l'archevêque, Heinrich von Müllenark, commanda au moine Césaire de Heisterbach d'écrire une biographie en vue d'une canonisation qui ne fut jamais prononcée. Ses restes sont aujourd'hui conservés dans un sanctuaire baroque commandé par l'archevêque Ferdinand de Bavière, qui en 1618 fait du 7 novembre la date de sa commémoration.

## Sources
- (en) Cet article est partiellement ou en totalité issu de l’article de Wikipédia en anglais intitulé « Engelbert II of Berg » (voir la liste des auteurs).